# 西倉内町
西倉内町（にしくらうちまち）は、群馬県沼田市の地名。中心市街地に位置し、町の北部には沼田城跡に整備された沼田公園がある。郵便番号は378-0042。2015年現在の面積は0.2879km2。

## 地理
河岸段丘上に広がる沼田市街地の北西に位置し、南は下之町、東は東倉内町に接する。北部から北西部にかけては急傾斜地で、麓には薄根川支流の滝坂川が西流する。南部を東西に走る通称「伊勢町通り」沿いは商業地を形成し、街の西側の榛名坂を下るとJR沼田駅や国道17号に通じる。町内南部には沼田郵便局や沼田商工会議所、沼田市立図書館、前橋地方法務局沼田支局など公共施設や官公署が位置する。町内北部にはかつて五層の天守を持つ沼田城があったが、明治維新で廃城になった。その後、大正時代に沼田藩士の子である久米民之助が私財を投じて公園として整備し、当時の沼田町に寄贈した。総曲輪の一部は、沼田市立沼田小学校及び隣接する東倉内町の群馬県立沼田女子高等学校の敷地となっている。

市立小・中学校に通う場合、全域が沼田市立沼田小学校および沼田市立沼田南中学校の学区となる。

## 歴史
古くは沼田城地および武家屋敷街で、明治維新後に倉内町となり、1916年（大正5年）に西倉内町と東倉内町に分かれた。当初は沼田町、1954年に沼田町が周辺の村と合併し市制を施行したことにより沼田市の町名となる。1985年までは、通称町名であった。

## 世帯数と人口
2021年（令和3年）11月30日現在の世帯数と人口は以下の通りである。
| 町丁     | 世帯数  | 人口  |
| -------- | ------- | ----- |
| 西倉内町 | 252世帯 | 527人 |

## 交通

### 鉄道
町内に鉄道駅はない。

### バス
伊勢町通りに「沼田局前」の停留所があり、関越交通によりJR上越線沼田駅・上越新幹線上毛高原駅・猿ヶ京温泉方面、中山本宿（高山村）方面、市街地東部の沼田市保健福祉センター方面などへの路線バスが運行されている。隣接する下之町の「テラスぬまた・市役所前」を発着する路線も利用可能である。

### 道路
- 群馬県道274号沼田停車場線

## 施設
- 沼田城址・沼田公園
- 沼田市立沼田小学校
- 沼田市観光案内所
- 前橋地方法務局 沼田支局
- 沼田市立図書館（西倉内町821-1）[10]
- 沼田郵便局
- 週刊利根社（西倉内町667-8）[11]
- ホテルルートイン沼田（西倉内町字滝棚780-1） - 2023年10月12日開業。地上10階建て、客室数242[12]。旧・沼田市役所跡地に立地[13]。

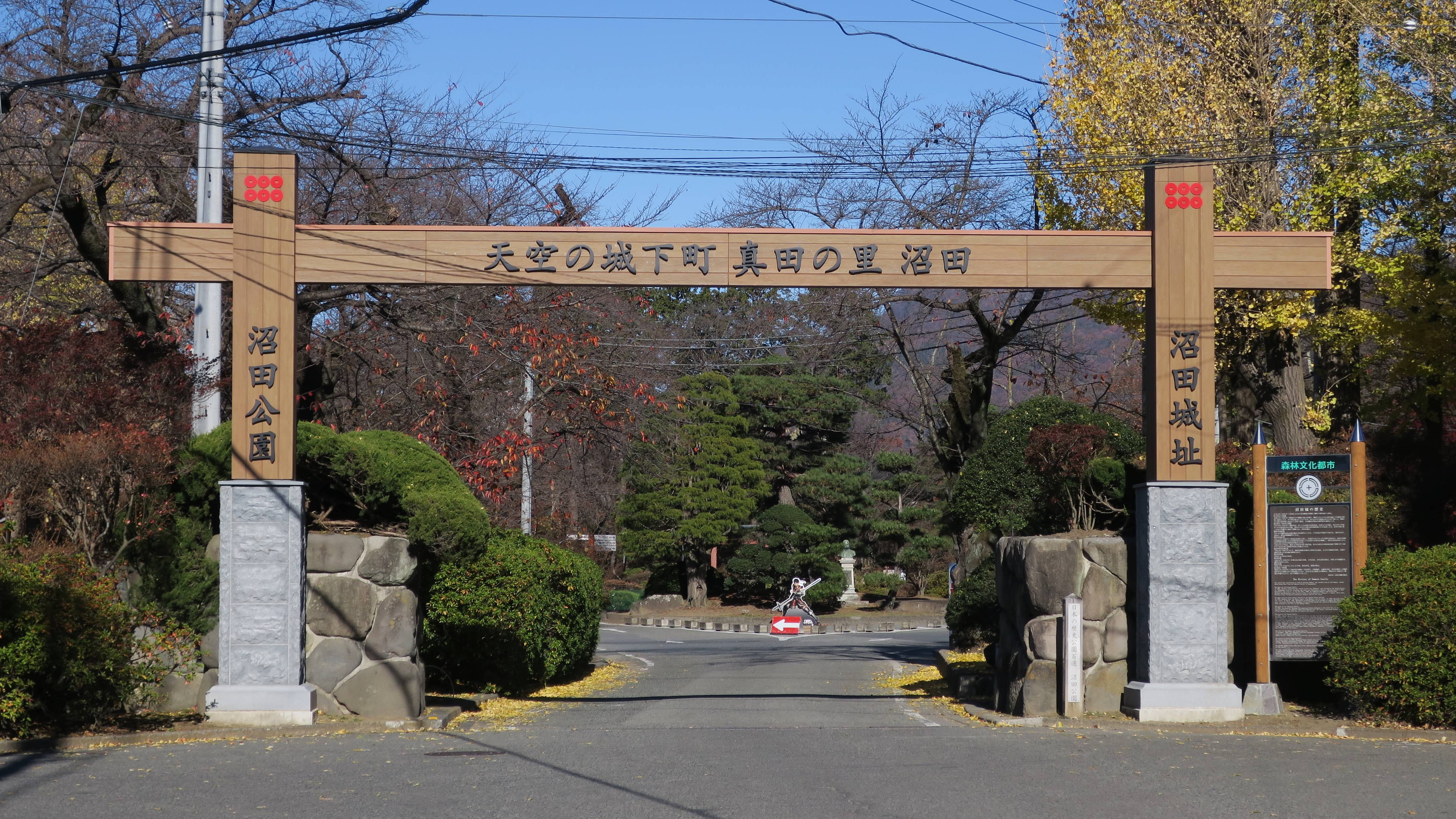
沼田城址・沼田公園
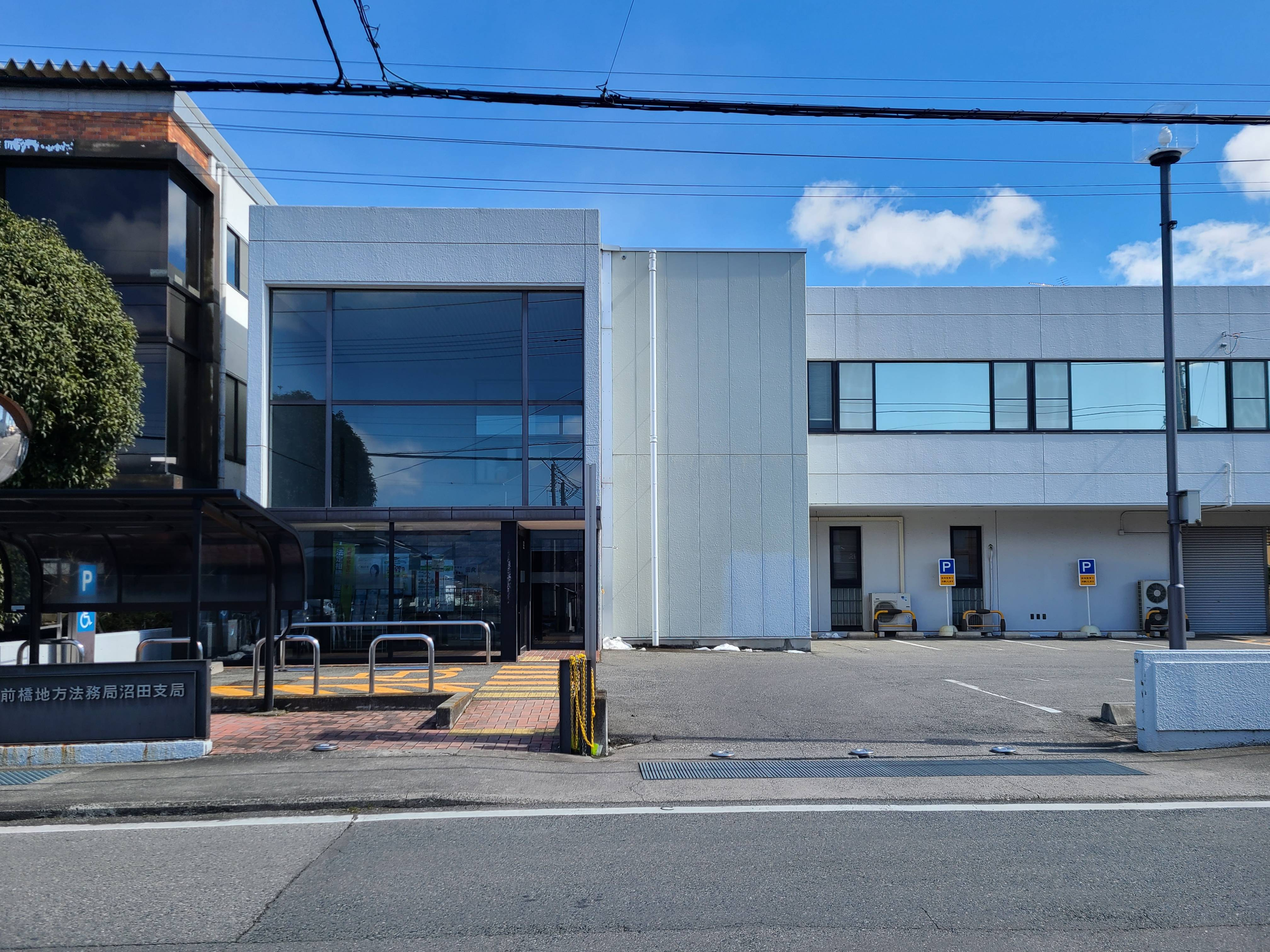
前橋地方法務局沼田支局
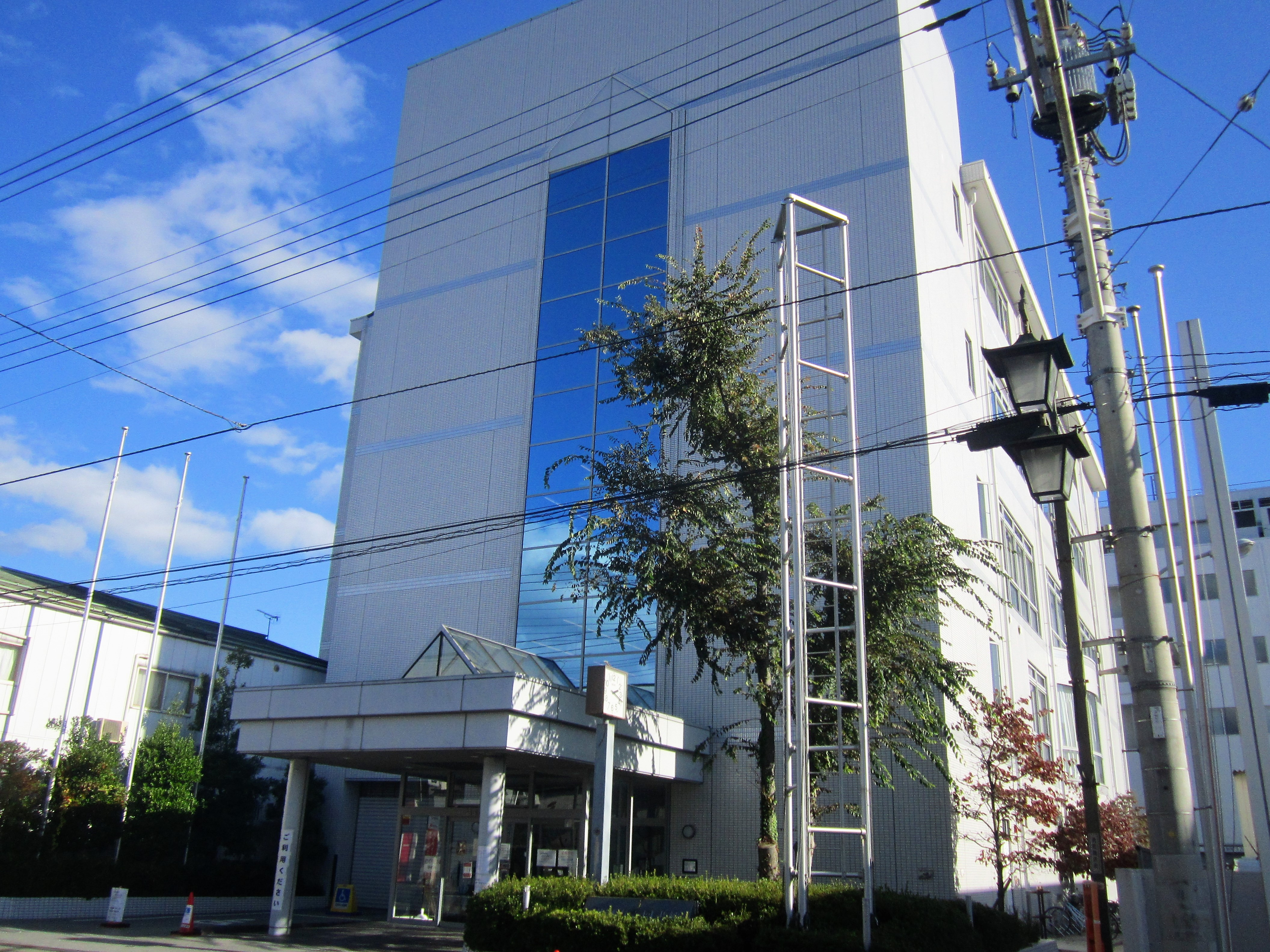
沼田市立図書館
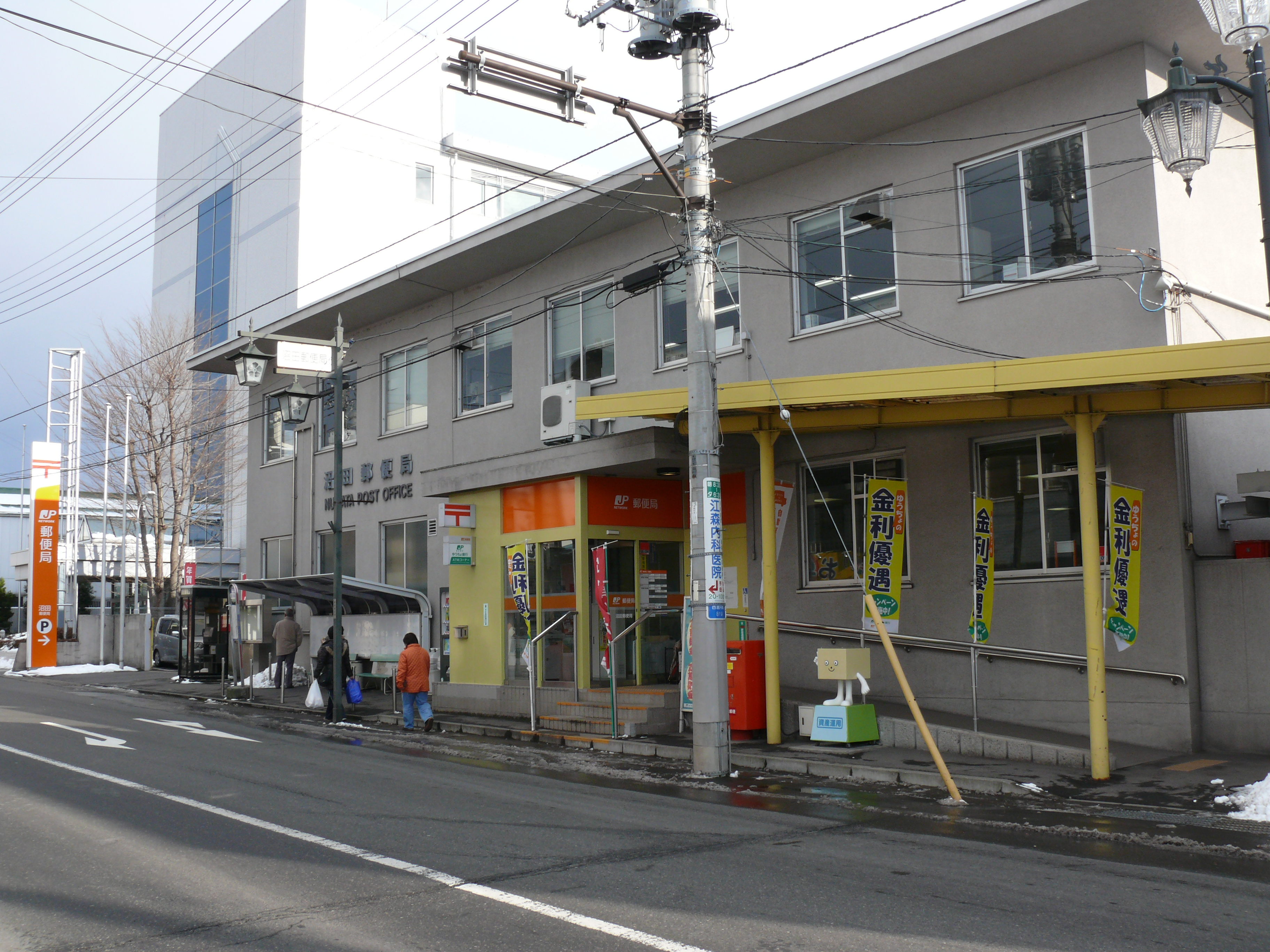
沼田郵便局
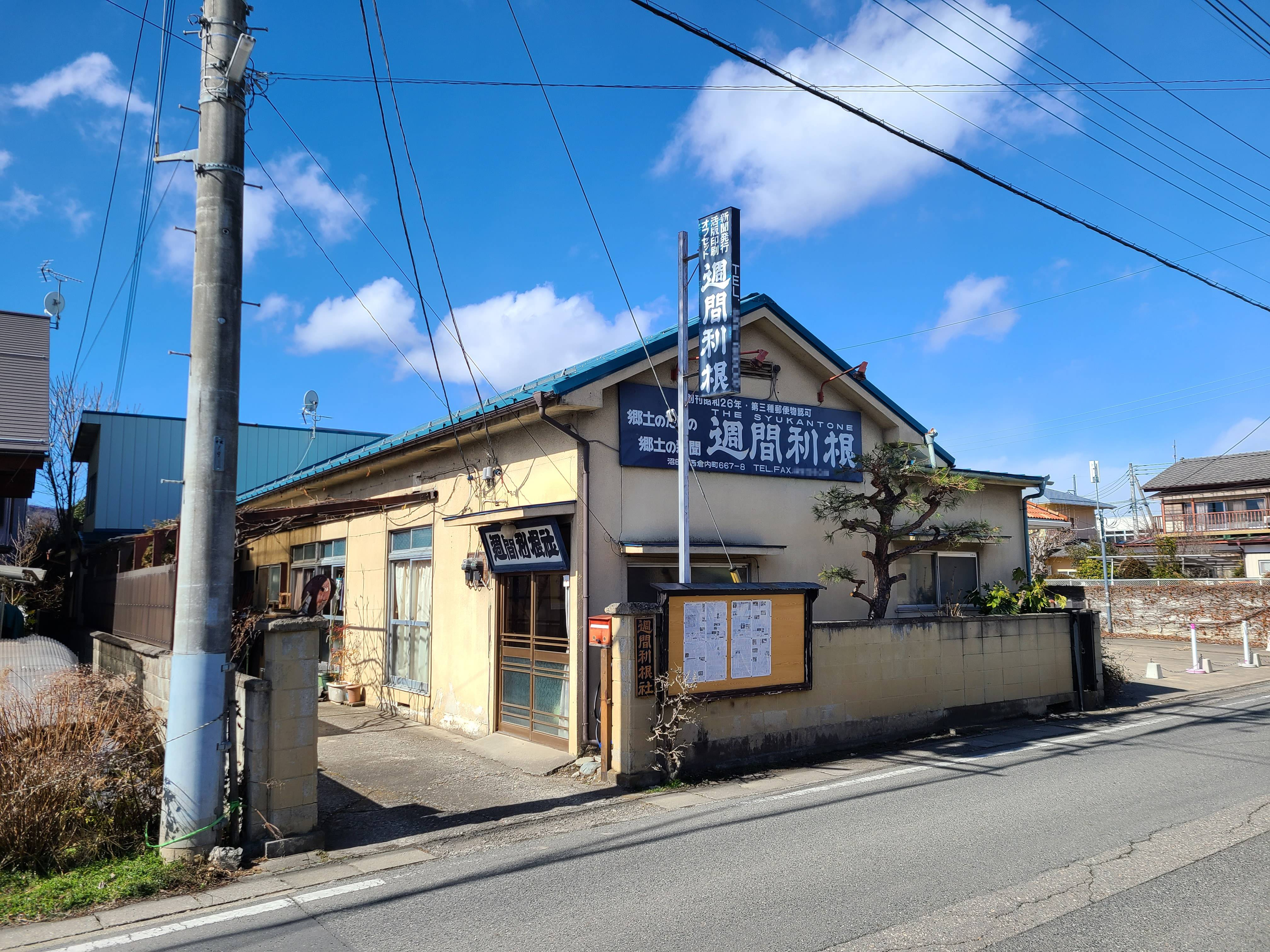
週刊利根社
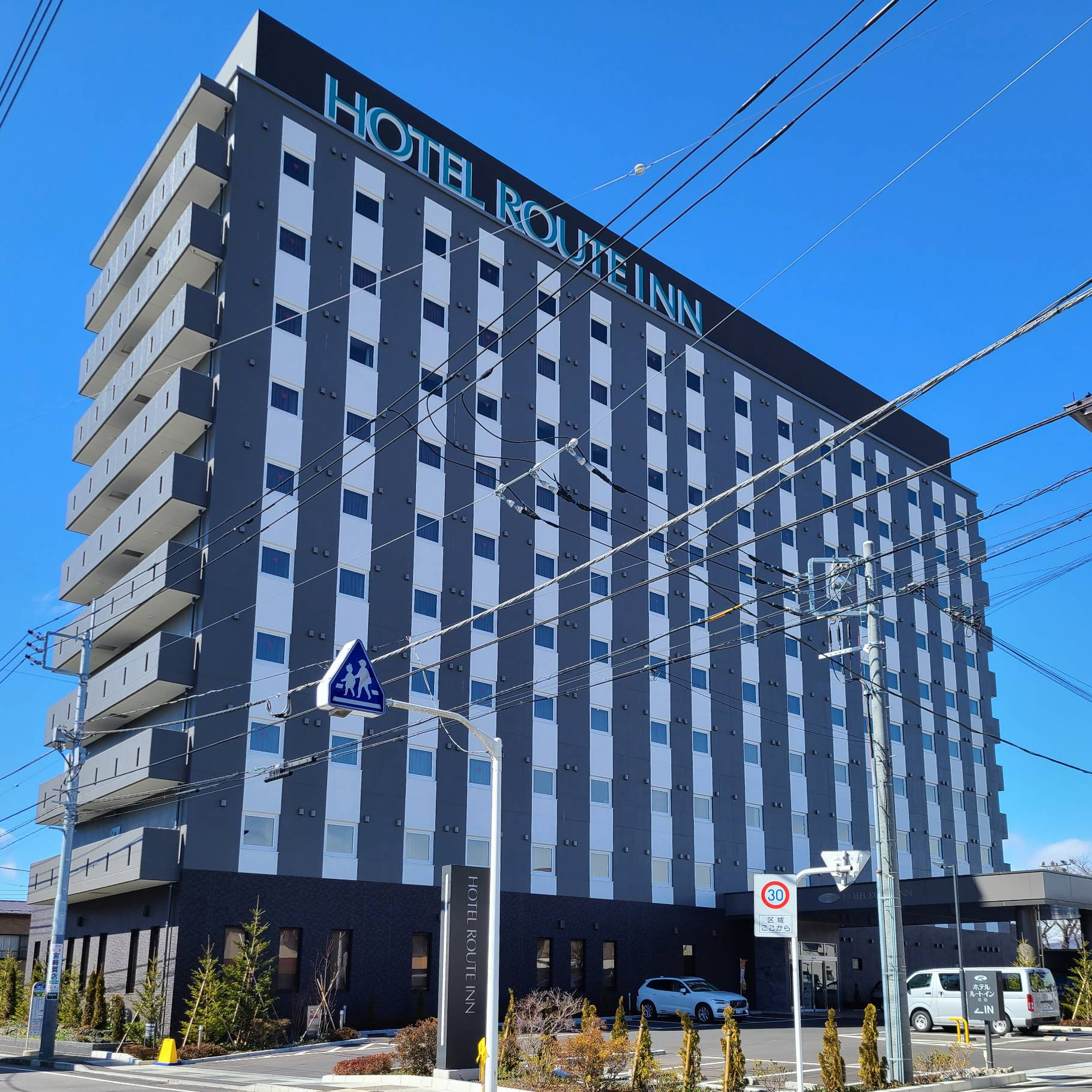
ホテルルートイン沼田

### かつて存在した施設
- 沼田市役所 - 現・ホテルルートイン沼田[13]。

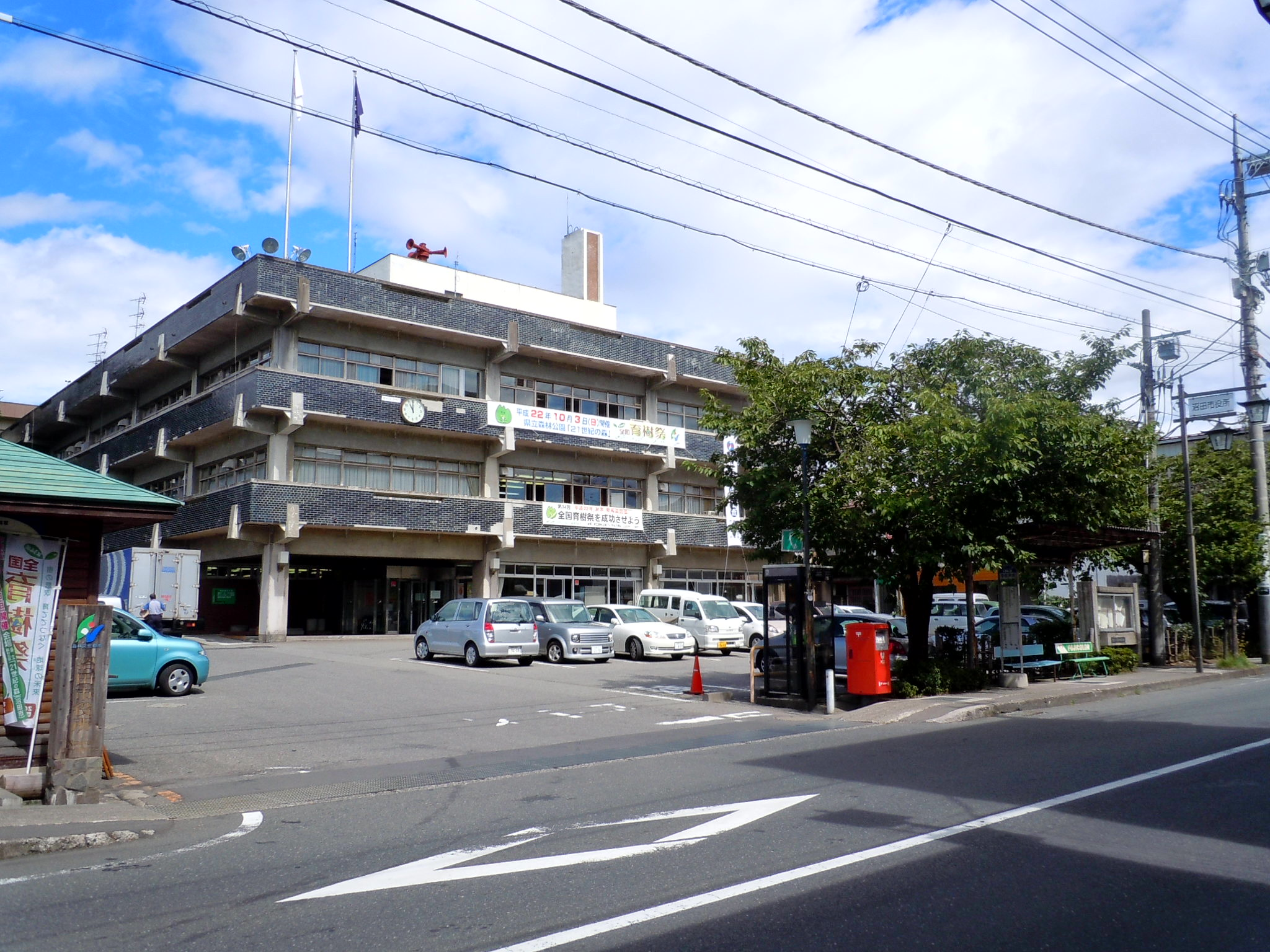
沼田市役所（2010年撮影）